# As-Sawahira asz-Szarkija
As-Sawahira asz-Szarkija (arab. السواحرة الشرقية) – palestyńskie miasto położone w muhafazie Jerozolima, w Autonomii Palestyńskiej. Według danych Palestyńskiego Centralnego Biura Statystycznego z 2016 liczyło 6 780 mieszkańców.